# マリア・バンフォード
マリア・バンフォード（Maria Bamford、1970年9月3日 - ）は、アメリカ合衆国の女優。

## 出演作品
- ラッキー・ナンバー
- アドベンチャー・タイム
- 宇宙人ネッドのトークショー
- レディー・ダイナマイト